# S-Bahn della Germania Centrale
La S-Bahn della Germania Centrale (in tedesco S-Bahn Mitteldeutschland) è un servizio ferroviario gestito dalla Deutsche Bahn.

## Rete
| Linea | Percorso                                                           | Note                                 |
| ----- | ------------------------------------------------------------------ | ------------------------------------ |
| S 1   | Leipzig Miltitzer Allee / Leipzig Messe - Leipzig-Stötteritz       |                                      |
| S 2   | Dessau Hauptbahnhof - Leipzig-Connewitz (- Markkleeberg-Gaschwitz) |                                      |
| S 3   | Halle-Trotha - Geithain                                            |                                      |
| S 4   | Hoyerswerda - Wurzen (- Riesa)                                     |                                      |
| S 5   | Halle (Saale) Hauptbahnhof - Zwickau (Sachs) Hauptbahnhof          |                                      |
| S 5X  | Flughafen Leipzig/Halle - Zwickau (Sachs) Hauptbahnhof             | ferma solo nelle stazioni principali |
| S 7   | Halle (Saale) Hauptbahnhof - Halle-Nietleben                       |                                      |

## Storia

### La S-Bahn di Lipsia
Il primo servizio di S-Bahn a Lipsia (linea A) fu attivato il 12 luglio 1969. Consisteva in una linea, dalla curiosa forma a cuore, che univa Gaschwitz con la stazione centrale, passando ad est (Stötteritz) e ad ovest (Plagwitz) del centro cittadino. In occasione dell'attivazione del servizio S-Bahn furono aggiunte a tale linea sei nuove fermate ferroviarie, e ulteriori tre negli anni seguenti.
Il 26 maggio 1974 venne aggiunta la linea dalla stazione centrale di Lipsia a Wurzen (linea B), sulla quale vennero aperte due nuove fermate.
Nel 1977 fu inaugurata la diramazione da Plagwitz al nuovo, grande quartiere di Grünau (linea C). Come in altri casi in Germania, lo sviluppo edilizio procedette di pari passo alle nuove linee di trasporto pubblico. Questa linea, inizialmente prevista come diramazione della Hauptbahnhof-Plagwitz-Gaschwitz, acquista subito un'importanza maggiore di quella, fino a rendere necessario, nel 1984, un collegamento diretto Hauptbahnhof-Plagwitz-Mitlitzer Allee, declassando la Plagwitz-Gaschwitz a ramo secondario (verrà soppressa nel 2002).
Nel 1992 la rete fu estesa verso Sud, da Plagwitz a Borna, toccando aree molto esterne al perimetro urbano.

### La S-Bahn di Halle

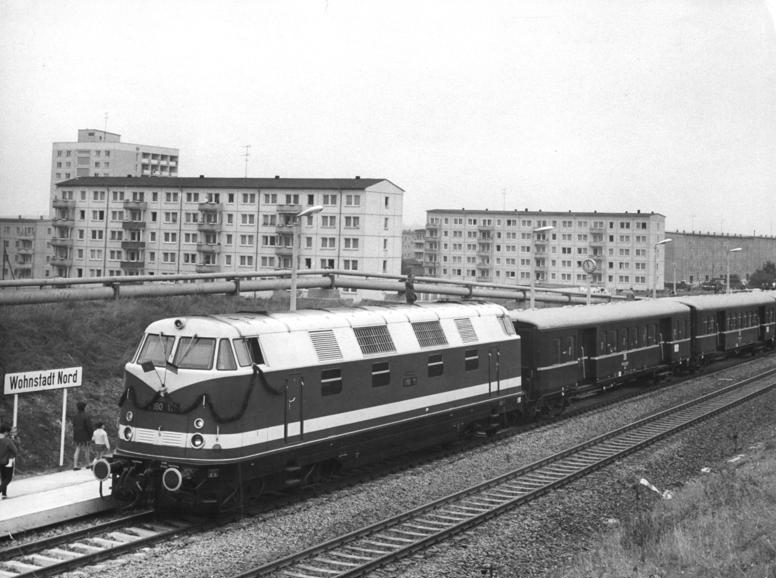
Il treno inaugurale del servizio S-Bahn per Halle-Trotha, a trazione diesel, il 27 settembre 1969

Nel 1967 venne attivato un nuovo servizio ferroviario, senza fermate intermedie e a trazione diesel, fra la stazione centrale di Halle e la nuova città satellite di Halle-Neustadt, all'epoca in costruzione; il capolinea fu posto nella nuova fermata di Zscherbener Straße.
Il vero e proprio servizio S-Bahn fu attivato il 27 settembre 1969, grazie al prolungamento da Zscherbener Straße a Halle-Nietleben, alla contemporanea attivazione della trazione elettrica e all'introduzione di una speciale tariffa S-Bahn; nella stessa data venne anche attivato un servizio S-Bahn, provvisoriamente a trazione diesel, dalla stazione centrale a Halle-Trotha.
Nell'autunno 1971 la S-Bahn fu prolungata da Halle-Nietleben a Halle-Dölau.
Nell'autunno 1972 venne attivato un binario indipendente elettrificato fra la stazione centrale e Halle-Trotha; in tal modo il collegamento esercito a trazione diesel venne sostituito da un prolungamento della linea a trazione elettrica, che divenne così passante (Halle-Dölau - stazione centrale - Halle-Trotha).
Erano eserciti a tariffa S-Bahn anche i treni locali da Halle-Neustadt a Buna e Leuna, utilizzati principalmente dalle maestranze dirette ai grandi stabilimenti industriali della zona.

### La S-Bahn di Lipsia e Halle
Nel 2004 si realizzò l'unione dei due sistemi in un'unica rete, detta S-Bahn di Lipsia e Halle (S-Bahn Leipzig-Halle): la costruzione di una nuova linea (via Flughafen Leipzig/Halle), dedicata al traffico veloce, permise di dedicare la linea storica alla nuova tratta di S-Bahn.

### La S-Bahn della Germania Centrale
Con il cambio orario del 15 dicembre 2013 venne attivato il passante ferroviario sotterraneo attraverso la città di Lipsia, e la rete venne rivoluzionata ed ampliata, venendo ribattezzata con il nome attuale.

## Materiale rotabile

### Passato
Sulla rete di Lipsia erano in servizio treni navetta trainati da locomotive elettriche serie 211 e 242. Sulla linea S2, meno trafficata, erano invece utilizzate automotrici diesel serie 171.
Furono provati anche gli elettrotreni prototipo serie 280, che non ottennero il successo sperato. In seguito vennero introdotti treni navetta a due piani, trainati da locomotive elettriche gruppo 143.

### Presente
Attualmente le linee della rete sono esercite con gli elettrotreni serie 442.

### Fonti
- (DE) Dipl.-Ing. Friedrich Spranger, Die S-Bahnen in Leipzig, Halle, Rostock, Magdeburg und Dresden, in Eisenbahn-Jahrbuch 1976, Berlino (Est), VEB Verlag für Verkehrswesen, 1976,  pp. 126-135.
- (DE) Karl Schreck, Heinz Meyer e Reinhard Strumpf, S-Bahnen in Deutschland. Planung, Bau, Betrieb, 2ª ed., Düsseldorf, Alba Buchverlag, 1979, ISBN 3-87094-317-3.

### Testi di approfondimento
- (DE) B. Kuhlmann, Die Stadtschnellbahn Leipzig, in Der Modelleisenbahner, novembre 1969, ISSN 0026-7422 (WC · ACNP).
- (DE) Die Leipziger S-Bahn, in Der Stadtverkehr, anno 19, n. 2, Brackwede/Westfalen, Verlag Werner Stock, febbraio 1974,  pp. 52-55, ISSN 0038-9013 (WC · ACNP).